# Calolydella summatis
Calolydella summatis là một loài ruồi trong họ Tachinidae.